# Lembosia weskaapensis
Lembosia weskaapensis är en svampart som beskrevs av Marinc., M.J. Wingf. & Crous 2008. Lembosia weskaapensis ingår i släktet Lembosia och familjen Asterinaceae.   Inga underarter finns listade i Catalogue of Life.